# Зіммерн
Зіммерн (нім. Simmern), офіційна назва Зіммерн/Гунсрюк (нім. Simmern/Hunsrück), — місто в Німеччині, розташоване в землі Рейнланд-Пфальц. Районний центр району Рейн-Гунсрюк, а також центр об'єднання громад Зіммерн.
Площа — 11,96 км2. Населення становить 7860 ос. (станом на 31 грудня 2020).